# Championnat du Cap-Vert de football 2008
Navigation
Saison précédente Saison suivante
La saison 2008 du Championnat du Cap-Vert de football est la vingt-neuvième édition de la première division capverdienne, le Campeonato Nacional. Après une phase régionale qualificative disputée sur chacune des neuf îles habitées de l'archipel, les onze meilleures équipes et le tenant du titre disputent le championnat national, joué en deux phases :
- une phase de poules (deux poules de six équipes) dont seuls les deux premiers accèdent à la phase finale
- une phase finale à élimination directe (demi-finales et finale) en matchs aller et retour qui détermine le vainqueur du championnat

C’est le Sporting Clube da Praia, double tenant du titre, qui remporte à nouveau la compétition cette saison, après avoir battu le Derby FC en finale nationale. Il s'agit du septième titre de champion du Cap-Vert de l’histoire du club, le troisième consécutif.

## Les clubs participants
- Île de Boa Vista :
  - Sal-Rei Futebol Clube
- Île de Brava :
  - Clube Deportivo Corôa
- Île de Fogo :
  - Associação Académica do Fogo
- Île de Maio :
  - Académica da Calheta
- Île de Sal :
  - Académico do Aeroporto
- Île de Santiago :
  - Sporting Clube da Praia (tenant du titre)
  - Scorpions Vermelho (zone Nord)
  - AD do Bairro (zone Sud)
- Île de Santo Antão :
  - Solpontense Futebol Clube (zone Nord)
  - GDRC Fiorentina (zone Sud)
- Île de São Nicolau:
  - GD Ribeira Brava
- Île de São Vicente:
  - Derby FC

## Compétition

### Phase de poules
Le barème utilisé pour établir le classement est le suivant :
- Victoire : 3 points
- Match nul : 1 point
- Défaite, forfait ou abandon : 0 point

| Rang | Équipe                       | Pts | J | G | N | P | Bp | Bc | Diff |
| ---- | ---------------------------- | --- | - | - | - | - | -- | -- | ---- |
| 1    | Sporting Clube da PraiaT     | 12  | 5 | 4 | 0 | 1 | 15 | 3  | +12  |
| 2    | Associação Académica do Fogo | 10  | 5 | 3 | 1 | 1 | 9  | 6  | +3   |
| 3    | Académico do Aeroporto       | 10  | 5 | 3 | 1 | 1 | 7  | 5  | +2   |
| 4    | Sal-Rei Futebol Clube        | 5   | 5 | 1 | 2 | 2 | 5  | 8  | -3   |
| 5    | GD Ribeira Brava             | 4   | 5 | 1 | 1 | 3 | 2  | 6  | -4   |
| 6    | Clube Deportivo Corôa        | 1   | 5 | 0 | 1 | 4 | 3  | 13 | -10  |

| Rang | Équipe                    | Pts | J | G | N | P | Bp | Bc | Diff |
| ---- | ------------------------- | --- | - | - | - | - | -- | -- | ---- |
| 1    | Derby FC                  | 15  | 5 | 5 | 0 | 0 | 14 | 3  | +11  |
| 2    | AD do Bairro              | 8   | 5 | 2 | 2 | 1 | 12 | 5  | +7   |
| 3    | Académica da Calheta      | 8   | 5 | 2 | 2 | 1 | 8  | 8  | 0    |
| 4    | Solpontense Futebol Clube | 6   | 5 | 2 | 0 | 3 | 5  | 7  | -2   |
| 5    | GDRC Fiorentina           | 3   | 5 | 1 | 0 | 4 | 6  | 16 | -10  |
| 6    | Scorpions Vermelho        | 2   | 5 | 0 | 2 | 3 | 2  | 8  | -6   |

### Phase finale
|  | Demi-finales                 | Demi-finales                 | Demi-finales             | Demi-finales             |          |          | Finale | Finale | Finale | Finale |
|  |                              |                              |                          |                          |          |          |        |        |        |        |
|  |                              |                              |                          |                          |          |          |        |        |        |        |
|  | AD do Bairro                 | AD do Bairro                 | 3                        | 0                        |          |          |        |        |        |        |
|  | AD do Bairro                 | AD do Bairro                 | 3                        | 0                        |          |          |        |        |        |        |
|  | Derby FC                     | Derby FC                     | 2                        | 2                        |          |          |        |        |        |        |
|  | Derby FC                     | Derby FC                     | 2                        | 2                        | Derby FC | Derby FC | 1      | 0      |        |        |
|  |                              |                              |                          |                          | Derby FC | Derby FC | 1      | 0      |        |        |
|  |                              |                              | Sporting Clube da PraiaT | Sporting Clube da PraiaT | 0        | 3        |        |        |        |        |
|  | Associação Académica do Fogo | Associação Académica do Fogo | Sporting Clube da PraiaT | Sporting Clube da PraiaT | 0        | 3        | 1      | 1      |        |        |
|  | Associação Académica do Fogo | Associação Académica do Fogo |                          |                          |          |          |        | 1      |        |        |
|  | Sporting Clube da PraiaT     | Sporting Clube da PraiaT     | 2                        | 3                        |          |          |        |        |        |        |
|  | Sporting Clube da PraiaT     | Sporting Clube da PraiaT     | 2                        | 3                        |          |          |        |        |        |        |

## Bilan de la saison
| Championnat du Cap-Vert de football 2008 |                                    |
| Champion                                 | Sporting Clube da Praia (7e titre) |
| Coupes et trophées                       |                                    |
| Vainqueur de la Coupe du Cap-Vert 2008   | Non disputée                       |
| Qualifications continentales             |                                    |
| Ligue des champions de la CAF 2009       | Sporting Clube da Praia            |
| Coupe de la confédération 2009           | Aucun                              |
| Promotions et relégations                |                                    |
| Promus en Campeonato Naçional            | Aucun                              |
| Relégués                                 | Aucun                              |